# Forte della Madonna degli Angeli
Il Forte della Madonna degli Angeli è una fortezza ottocentesca situata su una collina alle immediate spalle del centro di Savona, ad un'altitudine di 232 m s.l.m.

## Caratteristiche

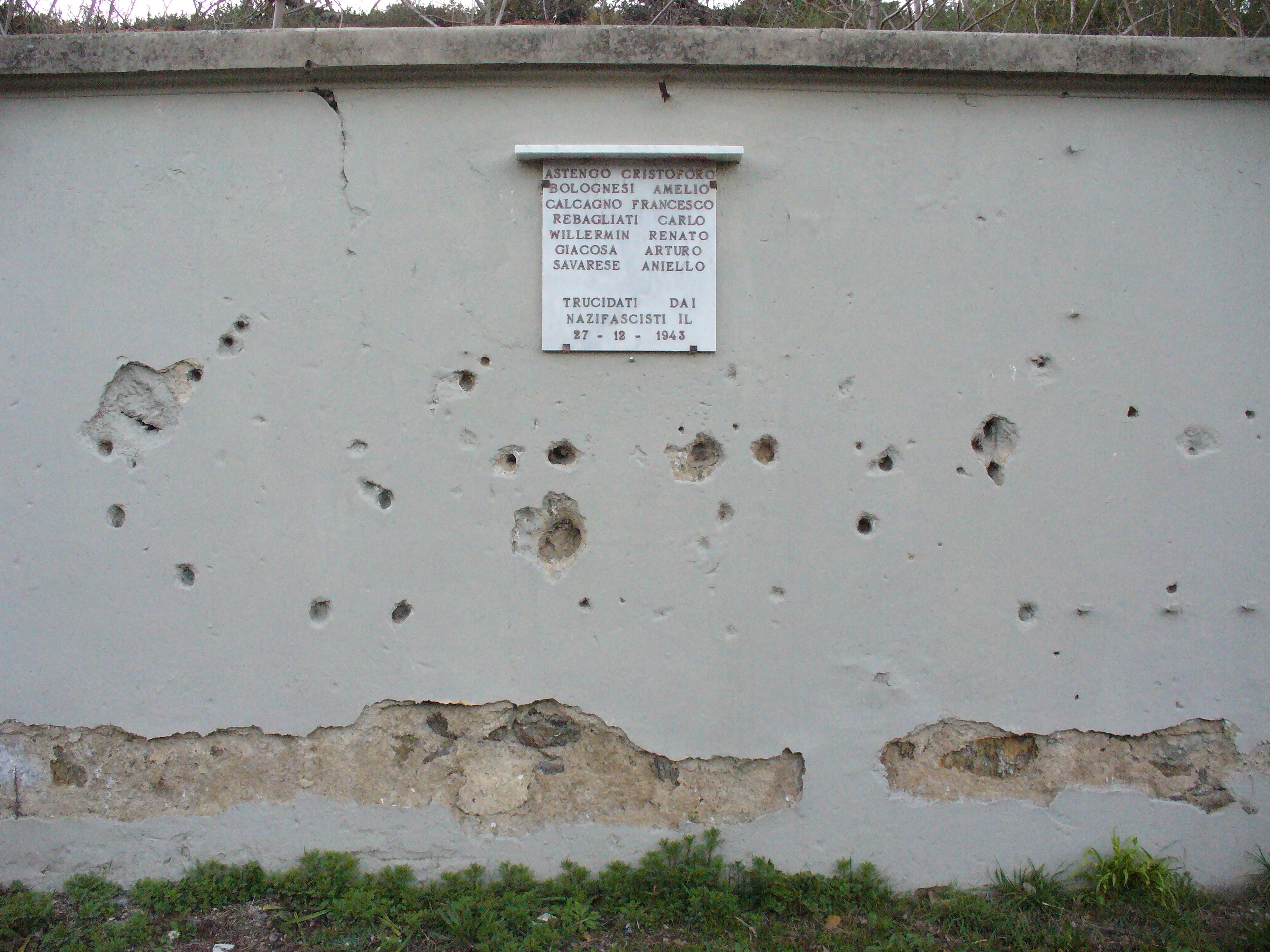
Ancora oggi sono visibili i segni delle fucilazioni Nazifasciste

La fortezza, classificata come batteria, costituiva un sistema difensivo della costa e della rada di Savona-Vado Ligure di cui facevano parte anche la fortezza gemella (anche se leggermente più piccola) di Madonna del Monte (a Legino) e il più interno Forte Ciuto. Costruita intorno al 1881 dai Savoia, rimase in attività sino alla fine della seconda guerra mondiale.
L'attuale copertura in cemento armato non è probabilmente originale e si tratta di un intervento successivo per adattare la fortificazione alla potenza di fuoco sempre maggiore dell'artiglieria moderna. Il forte ha due piani, il primo dedicato a stalle e magazzini per munizioni e il secondo alle tre postazioni per 6 obici da 280mm, poi sostituiti da altrettanti cannoni 149/23 dopo la prima guerra mondiale, e alle stazioni telemetriche, ancora conservate. Sono inoltre presenti altre due piazzole, costruite dopo la Grande Guerra davanti al forte, collegate da un ponte levatoio sul fossato (scomparso), ormai quasi del tutto scomparse. Vi è ancora, al piano superiore, una terrazza con postazioni per mortaio. Durante l'occupazione nazista, oltre che presidio della Wehrmacht, fu anche batteria controaerea tedesca, armata con 4 cannoni Flak 88 e due impianti Flakvierling.
A qualche metro al di fuori del forte, in direzione nord-ovest, si trovano i ruderi delle casermette in cui alloggiavano i soldati. A mezza costa verso la città, si trova invece la Chiesa della Madonna degli Angeli, da cui il forte prende il nome.
Nel cortile si trova una targa a ricordo dei partigiani qui uccisi dai nazisti; sul muro sono ben visibili i segni dei proiettili responsabili della strage.
Nel corso degli anni '60/70, stando ad alcuni racconti, è valutato un restauro della struttura, volto all'allestimento di una postazione di difesa anti-missile dell'Aeronautica Militare. Tuttavia, dato lo stato di avanzata usura dell'edificio, la sua non conformità agli standard di sicurezza e protezione contemporanei e la sua eccessiva vicinanza ad una città, il progetto è abbandonato. Tuttavia è probabile che questa storia sia frutto di teorie simil-cospirative associate alla ben più nota vicenda del bunker del monte Settepani. Quel che è certo è che, nonostante la funzione strategica del forte sia terminata nel 1947, esso compariva come struttura militare "pronta all'uso" nei documenti del Demanio Militare fino al 1982.
Nel Giugno 2010 esce una lista dei beni che lo Stato intende passare alle Regioni e agli enti locali perché li mettano in vendita: tra questi beni risulta anche l’ex forte di Nostra Signora degli Angeli, dal valore stimato di circa 92mila euro.